# Damernas sprint i bancykling vid olympiska sommarspelen 1988
Damernas sprint i bancykling vid olympiska sommarspelen 1988 ägde rum den 21 september-24 september 1988 i Seoul, Sydkorea.

## Medaljörer
| Event           | Guld                        | Silver                     | Brons            |
| Damernas sprint | Erika Salumäe Sovjetunionen | Christa Luding Östtyskland | Connie Young USA |

## Resultat

### Kvalificeringsrunda
| Placering | Cyklist                   | Land             | Tid    |
| --------- | ------------------------- | ---------------- | ------ |
| 1         | Erika Saloumiae           | Sovjetunionen    | 11,527 |
| 2         | Isabelle Gautheron        | Frankrike        | 11,611 |
| 3         | Christa Luding Rothenburg | Östtyskland      | 11,692 |
| 4         | Connie Paraskevin-Young   | USA              | 11,845 |
| 5         | Julie Speight             | Australien       | 11,955 |
| 6         | Louise Jones              | Storbritannien   | 12,287 |
| 7         | Elisabetta Fanton         | Italien          | 12,303 |
| 8         | Yang Hsiu-Chen            | Kinesiska Taipei | 12,374 |
| 9         | Kim Jin-Young             | Sydkorea         | 12,416 |
| 10        | Seiko Hashimoto           | Japan            | 12,425 |
| 11        | Suying Zhou               | Kina             | 12,477 |
| 12        | Beth Tabor                | Kanada           | 12,588 |

### Åttondelsfinaler
| Heat | Placering | Cyklist                   | Land             | Tid   | Kvalificering |
| ---- | --------- | ------------------------- | ---------------- | ----- | ------------- |
| 1    | 1         | Erika Saloumiae           | Sovjetunionen    | 12,83 | Q             |
| 1    | 2         | Yang Hsiu-Chen            | Kinesiska Taipei |       |               |
| 1    | 3         | Kim Jin-Young             | Sydkorea         |       |               |
| 2    | 1         | Isabelle Gautheron        | Frankrike        | 12,22 | Q             |
| 2    | 3         | Elisabetta Fanton         | Italien          |       |               |
| 2    | 2         | Seiko Hashimoto           | Japan            |       |               |
| 3    | 1         | Christa Luding Rothenburg | Östtyskland      | 12,24 | Q             |
| 3    | 3         | Louise Jones              | Storbritannien   |       |               |
| 3    | 2         | Suying Zhou               | Kina             |       |               |
| 4    | 1         | Connie Paraskevin-Young   | USA              | 12,11 | Q             |
| 4    | 2         | Julie Speight             | Australien       |       |               |
| 4    | 3         | Beth Tabor                | Kanada           |       |               |

### Uppsamlingsheat
| Heat | Placering | Cyklist           | Land             | Tid   | Kvalificering |
| ---- | --------- | ----------------- | ---------------- | ----- | ------------- |
| 1    | 1         | Yang Hsiu-Chen    | Kinesiska Taipei | 12,80 | Q             |
| 1    | 2         | Beth Tabor        | Kanada           |       |               |
| 2    | 2         | Seiko Hashimoto   | Japan            |       |               |
| 2    | 1         | Louise Jones      | Storbritannien   | 12,36 | Q             |
| 3    | 1         | Suying Zhou       | Kina             | 12,65 | Q             |
| 3    | 2         | Elisabetta Fanton | Italien          |       |               |
| 4    | 1         | Julie Speight     | Australien       | 13,04 | Q             |
| 4    | 2         | Kim Jin-Young     | Sydkorea         |       |               |

### Kvartsfinaler
| Heat | Placering | Cyklist                   | Land             | Tid 1 | Tid 2 | Tid 3 | Kvalificering |
| ---- | --------- | ------------------------- | ---------------- | ----- | ----- | ----- | ------------- |
| 1    | 1         | Erika Saloumiae           | Sovjetunionen    | 12,34 | 11,81 |       | Q             |
| 1    | 2         | Louise Jones              | Storbritannien   |       |       |       |               |
| 2    | 1         | Isabelle Gautheron        | Frankrike        | 12,13 | 11,90 |       | Q             |
| 2    | 2         | Yang Hsiu-Chen            | Kinesiska Taipei |       |       |       |               |
| 3    | 1         | Christa Luding Rothenburg | Östtyskland      | 11,80 | 11,63 |       | Q             |
| 3    | 2         | Julie Speight             | Australien       |       |       |       |               |
| 4    | 1         | Connie Paraskevin-Young   | USA              | 12,85 | 12,94 |       | Q             |
| 4    | 2         | Suying Zhou               | Kina             |       |       |       |               |

### Semifinaler
| Heat | Placering | Cyklist                   | Land          | Tid 1 | Tid 2 | Tid 3 | Kvalificering |
| ---- | --------- | ------------------------- | ------------- | ----- | ----- | ----- | ------------- |
| 1    | 1         | Erika Saloumiae           | Sovjetunionen | 12,38 | 12,22 |       | Q             |
| 1    | 2         | Connie Paraskevin-Young   | USA           |       |       |       |               |
| 2    | 2         | Isabelle Gautheron        | Frankrike     |       | 11,79 |       |               |
| 2    | 1         | Christa Luding Rothenburg | Östtyskland   | 11,92 |       | 11,89 | Q             |

### Finaler
| Heat         | Placering | Cyklist                   | Land          | Tid 1 | Tid 2 | Tid 3 |
| ------------ | --------- | ------------------------- | ------------- | ----- | ----- | ----- |
| Final        | 1         | Erika Saloumiae           | Sovjetunionen |       | 12,00 | 12.58 |
| Final        | 2         | Christa Luding Rothenburg | Östtyskland   | 11,68 |       |       |
| Brons- match | 1         | Connie Paraskevin-Young   | USA           | 14,07 | 12,41 |       |
| Brons- match | 2         | Isabelle Gautheron        | Frankrike     |       |       |       |